# Stephen Kleene
Stephen Cole Kleene (Hartford, 5 de janeiro de 1909 — Madison, 25 de janeiro de 1994) foi um matemático estadunidense.
Um dos estudantes mais notórios de Alonzo Church, Kleene é reconhecido junto com Alan Turing, Emil Post e outros como um fundador da ramificação da lógica matemática conhecida por teoria da computabilidade. Seu trabalho fundamentou o estudo de que funções são computáveis. Diversos conceitos matemáticos têm seu nome, como a hierarquia de Kleene, a álgebra de Kleene, o fecho de Kleene, o teorema da recursão de Kleene e o teorema do ponto fixo de Kleene. Ele também é o inventor das expressões regulares, e foi um líder na defesa do intuicionismo.

## Biografia
Kleene nasceu em 5 de janeiro de 1909 na cidade de Hartford, mas seu lar era na fazenda do avô paterno em Union. Recebeu BA do Colégio Amherst em 1930, finalizando o doutorado em matemática na Universidade de Princeton em 1934. Intitulada A Theory of Positive Integers in Formal Logic, sua tese foi supervisionada por Alonzo Church. Durante a década de 1930, realizou um trabalho importante em cálculo lambda. Em 1935, associou-se ao departamento de matemática da Universidade de Wisconsin-Madison, onde permaneceu por quase toda sua carreira. Após dois anos como instrutor, foi nomeado professor assistente em 1937.
Enquanto pesquisador visitante no Instituto de Estudos Avançados de Princeton, entre 1939 e 1940, fundamentou a teoria da computabilidade, que se tornou uma área de interesse de Kleene por toda sua vida acadêmica. Em 1941 retornou ao Colégio Amherst, onde passou um ano como professor associado de matemática. Em 1942, casou-se com Nancy Elliott.
Durante a Segunda Guerra Mundial, Kleene atuou na Marinha dos Estados Unidos, sendo instrutor de navegação em Nova Iorque e diretor de projetos em Washington, D.C. Retornou a Wisconsin em 1946, tornando-se professor em 1948. Aposentou-se pela universidade de Wisconsin em 1979, e a biblioteca de matemática da universidade recebeu seu nome.
Sua obra em Wisconsin resultou em três trabalhos em lógica matemática, Kleene (1952, 1967) e Kleene e Vesley (1965), frequentemente citados e ainda em circulação. O trabalho de 1952 descreveu provas alternativas para o teorema da Incompletude de Gödel que facilitaram sua compreensão e seu ensino. Já o trabalho de 1965 com Vesley é uma introdução ao intuicionismo e à matemática.
Kleene e sua esposa Nancy tiveram quatro filhos. Nancy faleceu em 1970, e em 1988 ele se casa novamente, com Jeanne Steinmetz. Em 1990 recebeu a Medalha Nacional de Ciências, por sua contribuição para a matemática lógica. Sendo um ávido montanhista e canoista, tinha grande interesse pela natureza e o meio ambiente, sendo ativo em diversas causas de conservação. Em algum momento ele herdou a fazenda do avô, e a manteve como uma base para a escalada do monte Katahdin. Kleene faleceu em 25 de janeiro de 1994 em Madison, com 85 anos de idade.

## Publicações selecionadas
- 1935. Stephen Cole Kleene (Jan 1935). «A Theory of Positive Integers in Formal Logic. Part I». American Journal of Mathematics. 57 (1): 153–173. JSTOR 2372027. doi:10.2307/2372027
- 1935. Stephen Cole Kleene (1935). «A Theory of Positive Integers in Formal Logic. Part II». American Journal of Mathematics. 57 (2): 219–244. JSTOR 2371199. doi:10.2307/2371199
- 1935. Stephen Cole Kleene; J.B. Rosser (Jul 1935). «The Inconsistency of Certain Formal Logics». Annals of Mathematics. 2nd Series. 36 (3): 630–636. JSTOR 1968646. doi:10.2307/1968646
- 1936. «General recursive functions of natural numbers». Mathematische Annalen (112): 727–742. 1936
- 1936. «{\displaystyle \lambda }-definability and recursiveness». Duke Mathematical Journal. 2 (2): 340–352. 1936
- 1938. «On Notations for Ordinal Numbers» (PDF). Journal of Symbolic Logic. 3 (4): 150–155. 1938. JSTOR 2267778. doi:10.2307/2267778
- 1943. «Recursive predicates and quantifiers». Transactions of the American Mathematical Society. 53 (1): 41–73. Jan 1943. doi:10.1090/S0002-9947-1943-0007371-8
- 1951. Kleene, Stephen Cole (15 de dezembro de 1951). «Representation of Events in Nerve Nets and Finite Automata» (PDF). U. S. Air Force Project Rand Research Memorandum (RM-704). The RAND Corporation
- 1952. Introduction to Metamathematics. New York: Van Nostrand. (Ishi Press: 2009 reimpresso).[2]
- 1956. Kleene, Stephen Cole (1956).  Shannon, Claude; McCarthy, John, eds. Representation of Events in Nerve Nets and Finite Automata. Automata Studies. [S.l.: s.n.] OCLC 564148
- 1965 (com Richard Eugene Vesley). The Foundations of Intuitionistic Mathematics. North-Holland.[3]
- 1967. Mathematical Logic. John Wiley & Sons. Dover reimpressão, 2002. ISBN 0-486-42533-9.
- 1981. "Origins of Recursive Function Theory" in Annals of the History of Computing 3, No. 1.
- 1987. «Reflections on Church's thesis». Notre Dame Journal of Formal Logic. 28 (4): 490–498. 1987. doi:10.1305/ndjfl/1093637645